# See-Sozialversicherung
Die See-Sozialversicherung war der einzige gesetzliche Sozialleistungsträger in Deutschland, der mit der gesetzlichen Rentenversicherung, Krankenversicherung (bis 31. Dezember 2007), Pflegeversicherung (bis 31. Dezember 2007) und Unfallversicherung vier Bereiche der Sozialversicherung für die im Bereich der Seefahrt beschäftigten Arbeitnehmer abdeckte.

## Versicherungen
Die Hauptbereiche der See-Sozialversicherung waren:
- Seekasse (Rentenversicherung), bis zum 30. September 2005,
- See-Kranken- und Pflegekasse, bis zum 31. Dezember 2007,
- See-Berufsgenossenschaft (Unfallversicherung), bis zum 31. Dezember 2009.

Außerdem gehörten noch folgende Abteilungen zur See-Sozialversicherung:
- Seeärztlicher Dienst[1]
- Seemannskasse[2]
- Schiffssicherheit (umfasst auch Meeresumweltschutz)[3]

## Geschichtliches
Keimzelle der in Hamburg ansässigen See-Sozialversicherung war die See-Berufsgenossenschaft, die 1887 gegründet wurde. Im Jahr 1907 wurde mit der Seekasse die Rentenversicherung für Seeleute eingeführt. 1928 wurde die See-Krankenkasse etabliert, der dann – mit Einführung der Pflegeversicherung im Jahr 1995 – die See-Pflegekasse folgte.

## Verbreitung
Neben dem Seehaus in Hamburg besaß die See-Sozialversicherung Kundenzentren in Bremen, Bremerhaven, Emden, Kiel und Rostock.

## Zusätzliche Aufgaben
Neben den originären Aufgaben eines Sozialleistungsträgers hatte die See-Sozialversicherung weitere Aufgaben, so fungierte sie z. B. als Schiffssicherheitsbehörde des Bundes und kontrollierte internationale Vereinbarungen und Abkommen im Bereich der Schiffssicherheit, der Hafenkontrollen und des Meeresschutzes.

## Organisationsreform in der Rentenversicherung
Seit der Organisationsreform in der gesetzlichen Rentenversicherung, die zum 1. Oktober 2005 in Kraft trat, firmieren die Rentenversicherungsträger unter dem neuen Namen Deutsche Rentenversicherung.
Außerdem wurde auf Bundesebene die Zahl der Träger verringert, in dem die damalige Bundesversicherungsanstalt für Angestellte (BfA) und der Verband Deutscher Rentenversicherungsträger zur neuen Deutschen Rentenversicherung Bund und die Bundesknappschaft, die Bahnversicherungsanstalt sowie die Seekasse zur neuen Deutschen Rentenversicherung Knappschaft-Bahn-See (KBS) fusionieren.
Durch diese Organisationsreform wurde ab dem 1. Oktober 2005 die Seekasse ein Teil des neuen Versicherungsträgers Deutsche Rentenversicherung Knappschaft-Bahn-See.